# Pinsà de Darwin beccònic
El pinsà de Darwin beccònic (Geospiza conirostris) és una espècie d'ocell de la família dels tràupids (Thraupidae) que habita zones amb cactus de les illes Galápagos, a l'Española, Genovesa, Darwin i Wolf.